# Simon Culhane
Simon David Culhane (Invercargill, 10 de marzo de 1968) es un ex–jugador neozelandés de rugby que se desempeñaba como apertura.
Culhane tiene el récord de más puntos anotados en un debut de partido internacional; con 45, productos de 20 conversiones y un try  ante Japón por fase de grupos en el Mundial de Sudáfrica 1995.

## Selección nacional
Fue convocado a los All Blacks por primera vez en junio de 1995 para enfrentar a los Brave Blossoms, integró el plantel campeón del primer The Rugby Championship aunque no disputó ningún partido y jugó su último test match una semana más tarde a la consecución del título; en agosto de 1996 contra los Springboks. En total solo jugó seis partidos y marcó 114 puntos.

### Participaciones en Copas del Mundo
Solo disputó la Copa del Mundo de Sudáfrica 1995 donde Culhane debutó en su selección y fue llevado como suplente de la estrella Andrew Mehrtens, por ello solo jugó el tercer partido de la fase de grupos ante Japón y con los All Blacks ya clasificados.
| Mundial                       | Sede      | Resultado  | PJ | Tries |
| ----------------------------- | --------- | ---------- | -- | ----- |
| Copa Mundial de Rugby de 1995 | Sudáfrica | Subcampeón | 1  | 1     |

## Palmarés
- Campeón del Torneo de las Tres Naciones 1996.